# 목우자 수심결·법어
목우자 수심결·법어(牧牛子 修心訣·法語)는 목우자 지눌(1158~1210)의 저술인 수심결(修心訣)을 비현합(丕顯閤)에서 구결(口訣)하고 신미(信眉)가 역해(譯解)하여 세조 때 간경도감(刊經都監)에서 간행한 것을 연산군 6년(1500)에 가야산(伽倻山) 봉서사(鳳栖寺)에서 번각(飜刻)한 판본이다. 2006년 3월 16일 서울특별시의 유형문화재 제208호로 지정되었다. 종로도서관도 같은 판본을 소장하고 있으며 종로도서관 고문헌 검색시스템에서 원문 확인이 가능하다.

## 개요
목우자 지눌(1158~1210)의 저술인 수심결(修心訣)을 비현합(丕顯閤)에서 구결(口訣)하고 신미(信眉)가 역해(譯解)하여 세조 때 간경도감(刊經都監)에서 간행한 것을 연산군 6년(1500)에 가야산(伽倻山) 봉서사(鳳栖寺)에서 번각(飜刻)한 판본이다. 수심결은 지눌이 선수행의 요체인 마음 닦는 비결을 제시한 책으로 수심의 기초가 되는 공적영지심(空寂靈知心)의 성격을 밝히고 수심(修心)의 체계로서 돈오점수론(頓悟漸修論)의 내용과 구체적인 실천방안으로서 정혜쌍수론(定慧雙修論)을 9개의 문답형식으로 서술하고 있다.
이 수심결 뒤에 합철 된 법어(法語)는 원나라 몽산덕이(蒙山德異)의 법어를 포함한 4법어(法語)로 역시 혜각존자 신미(慧覺尊者 信眉)가 역결(譯訣)한 것이고 수심결과 함께 봉서사(鳳栖寺)에서 간행하였다. 권말에 해인사 등곡(燈谷)의 발문(跋文)과 수심결의 간기(刊記)를 보면 가야산 봉서사(伽倻山 鳳栖寺)의 경민(冏敏)이 주관하고 경담(冏湛)과 윤정(胤禎)이 각수(刻手)로 참여하여 새긴 것임을 알 수 있다. 이때 새긴 목판이 현재 해인사에 보관되어 있다.
이 책은 간경도감(刊經都監) 번각본(飜刻本)으로 아주 정성들여 판각한 것이다.
비록 목판이 현존하고 있지만, 이 판본은 판각한 후 바로 인쇄한 듯 인쇄상태가 양호하다. 또한 한국불교 선사상(禪思想) 연구와 조선시대 불교사 연구 및 서지학연구에 중요한 자료로 평가된다.

## 참고 문헌
- 목우자 수심결·법어 - 국가유산청 국가유산포털

1. ↑  “종로도서관 고문헌 검색시스템”.